# Палуде Мецане (Фођа)
Палуде Мецане (итал. Palude Mezzane) је насеље у Италији у округу Фођа, региону Апулија.
Према процени из 2011. у насељу је живело 50 становника. Насеље се налази на надморској висини од 1 м.